# Live at the Star Club Hamburg
A Live at the Star Club Hamburg Jerry Lee Lewis koncertlemeze, amelyet a hamburgi Star-Clubban rögzítettek 1964. április 5-én. Több zenei újságíró szerint ez a lemez a valaha megjelent legnagyobb rock and roll koncertlemez. Az album belekerült az 1001 lemez, amit hallanod kell, mielőtt meghalsz könyvbe.

## Az album dalai
| 1. | Mean Woman Blues           | Claude Demetrius            | 4:01 |
| 2. | High School Confidential   | Hargrave, Lewis             | 2:25 |
| 3. | Money (That's What I Want) | Janie Bradford, Berry Gordy | 4:35 |
| 4. | Matchbox                   | Carl Perkins                | 2:46 |
| 5. | What'd I Say, Part 1       | Ray Charles                 | 2:18 |
| 6. | What'd I Say, Part 2       | Ray Charles                 | 3:08 |

| 1. | Great Balls of Fire          | Otis Blackwell, Jack Hammer      | 1:48 |
| 2. | Good Golly, Miss Molly       | Bumps Blackwell, John Marascalco | 2:19 |
| 3. | Lewis' Boogie                | Lewis                            | 1:55 |
| 4. | Your Cheatin' Heart          | Hank Williams                    | 3:03 |
| 5. | Hound Dog                    | Jerry Leiber, Mike Stoller       | 2:28 |
| 6. | Long Tall Sally              | Enotris Johnson, Little Richard  | 1:52 |
| 7. | Whole Lotta Shakin’ Goin’ On | Sunny David, Dave Williams       | 4:24 |

A Down The Line című dal az eredeti LP kiadásról kimaradt a felvétel elején hallható hiba miatt, de a későbbi CD-kiadásokon már szerepel.

## Közreműködők
- Johnny Allen – gitár
- Robert "Bumps" Blackwell – zeneszerző
- Janie Bradford – zeneszerző
- Ingrid Buhring – fotó
- Sunny David – zeneszerző
- Berry Gordy, Jr. – zeneszerző
- John Hanken – dobok
- Ron Hargrave – zeneszerző
- Enotris Johnson – zeneszerző
- Bob Jones – hangmérnök
- Jerry Leiber – zeneszerző
- Jerry Lee Lewis – zeneszerző, zongora, vokál
- Little Richard – zeneszerző
- Sigfried Loch – producer
- John Marascalco – zeneszerző
- Ray Phillips – basszusgitár
- Pete Shannon – gitár
- Mike Stoller – zeneszerző
- Peter Van Raay – fotó
- Richard Weize – fotó, az újbóli kiadás producere
- Dave Williams – zeneszerző